# Edwin Balmer

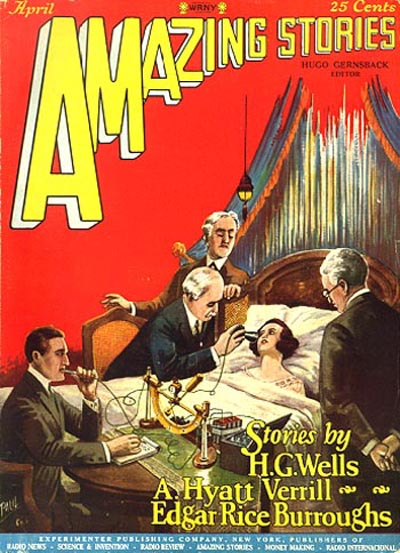
Cover von Amazing Stories, April 1927

Edwin Balmer (* 26. Juli 1883 in Chicago; † 21. März 1959) war ein US-amerikanischer Science-Fiction-Schriftsteller.

## Leben
Edwin Balmer wurde als Sohn von Helen Clark (Pratt) und Thomas Balmer geboren. Er begann seine Karriere als Reporter für die Chicago Tribune 1903, bevor er anfing, Storys zu schreiben. Er war von 1927 bis 1949 Herausgeber des SciFi-Magazins Redbook, in dem später u. a. auch Romane von Kate Wilhelm veröffentlicht wurden.
Balmer schrieb 1932/33 zusammen mit Philip Wylie den Roman Wenn Welten zusammenstoßen. Der Plot wurde von George Pal verfilmt. Der Nachfolgeroman heißt After Worlds Collide.

## Bibliografie
Luther Trant (mit William MacHarg)
- The Achievements of Luther Trant (1910)
- The Axton Letters (1910, in: William MacHarg und Edwin Balmer: The Achievements of Luther Trant)
- The Chalchihuitl Stone (1910, in: William MacHarg und Edwin Balmer: The Achievements of Luther Trant)
- The Eleventh Hour (1910, in: William MacHarg und Edwin Balmer: The Achievements of Luther Trant)
- The Empty Cartridges (1910, in: William MacHarg und Edwin Balmer: The Achievements of Luther Trant)
- The Fast Watch (1910, in: William MacHarg und Edwin Balmer: The Achievements of Luther Trant)
- The Man Higher Up (1910, in: William MacHarg und Edwin Balmer: The Achievements of Luther Trant)
- The Man in the Room (1910, in: William MacHarg und Edwin Balmer: The Achievements of Luther Trant)
- The Private Bank Puzzle (1910, in: William MacHarg und Edwin Balmer: The Achievements of Luther Trant)
- The Red Dress (1910, in: William MacHarg und Edwin Balmer: The Achievements of Luther Trant)
- The Hammering Man (in: Amazing Stories, March 1927)
- The Duel in the Dark (in: Amazing Detective Tales, September 1930)
- A Matter of Mind Reading (in: Amazing Detective Tales, June 1930)
- Vapors of Death (in: Amazing Detective Tales, August 1930)

Bronson Beta (mit Philip Wylie)
- 1 When Worlds Collide (6 Teile in: The Blue Book Magazine, September 1932 ff.)
  - Deutsch: Wenn Welten zusammenstoßen. Übersetzt von Else von Hollander-Lossow. Weiss, 1959.
- 2 After Worlds Collide (6 Teile in: The Blue Book Magazine, November 1933 ff.)
  - Deutsch: Auf dem neuen Planeten. Übersetzt von Else von Hollander-Lossow. Weiss, 1960.
- When Worlds Collide / After Worlds Collide (Sammelausgabe von 1–2; 1951; auch: When Worlds Collide, 1999)

Einzelromane
- That Royle Girl (1925, im gleichen Jahr verfilmt als Die Tat ohne Zeugen)
- Flying Death (1927)
- Five Fatal Words (1932; mit Philip Wylie)
- The Golden Hoard (1934; mit Philip Wylie)
- The Shield of Silence (1936; mit Philip Wylie)